# Leonardo Spinazzola
Leonardo Spinazzola (25 de Março de 1993) é um futebolista italiano que atua como lateral-esquerdo. Atualmente defende o Napoli.

## Carreira
Spinazzola começou a carreira no Juventus.

## Seleção Italiana
Spinazzola foi um dos 26 convocados pelo técnico Roberto Mancini para a disputa da Eurocopa 2020.

## Títulos
Juventus
- Campeonato Italiano: 2018–19

Napoli
- Campeonato Italiano: 2024–25[3]

Seleção Italiana
- Eurocopa: 2020

## Prêmios Individuais
- Equipe Ideal da Eurocopa: 2020 [4]